# Carolina Shores
Pour les articles homonymes, voir Shores.
Carolina Shores est une ville américaine située dans le comté de Brunswick dans l'État de Caroline du Nord. En 2010, sa population était de 3 048 habitants.

## Démographie
| 2000  | 2010  | - | - | - | - |
| ----- | ----- | - | - | - | - |
| 1 482 | 3 048 | - | - | - | - |

## Source de la traduction
- (en) Cet article est partiellement ou en totalité issu de l’article de Wikipédia en anglais intitulé « Carolina Shores, North Carolina » (voir la liste des auteurs).